# Anstich

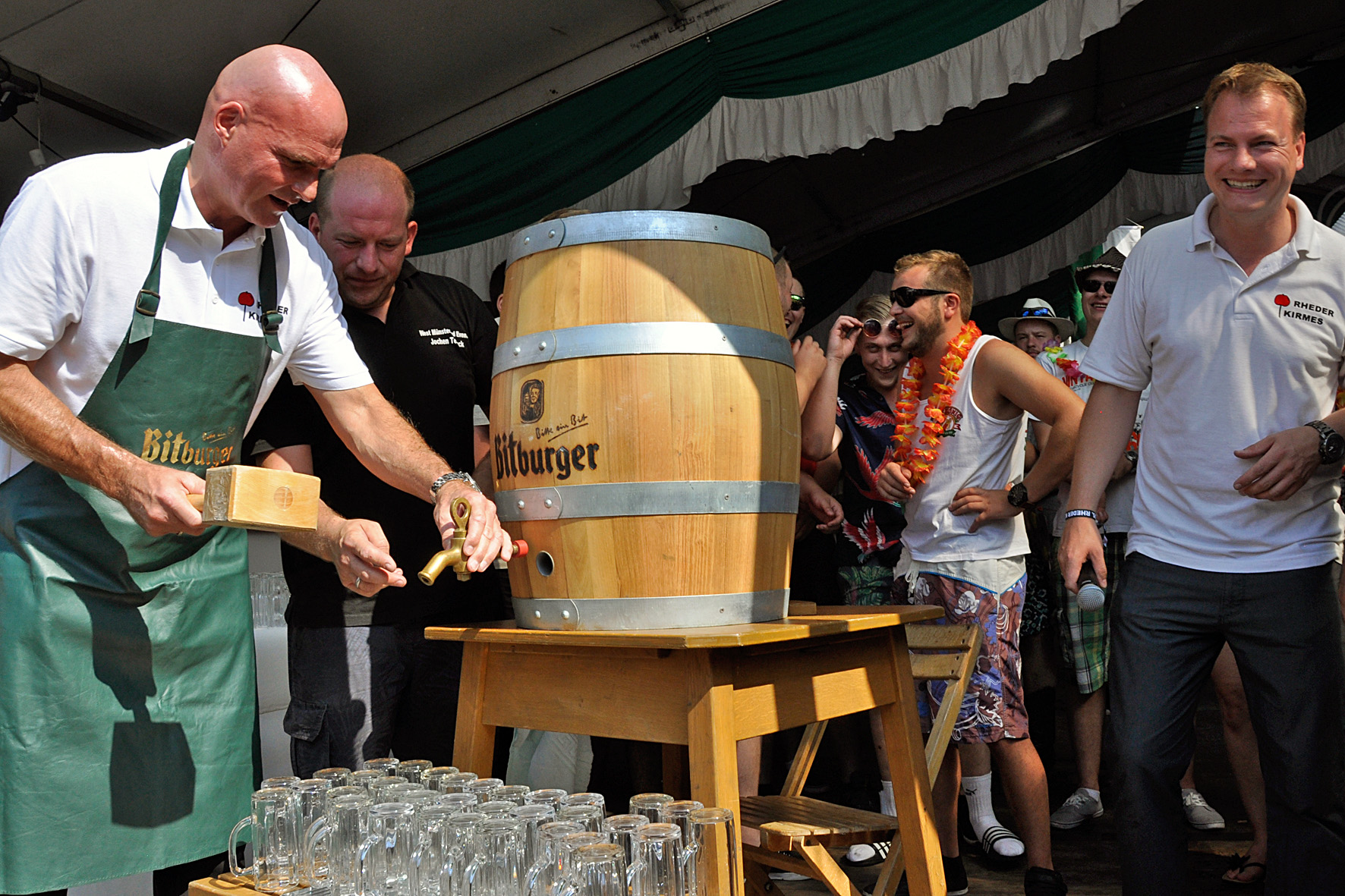
Anstich door de burgemeester van Rhede in Duitsland

Een Anstich of ook Fassanstich is het ceremonieel inbrengen van een tapkraan in een biervat, door er met een hamer op te slaan. Brouwerijen openen feesten door middel van een Anstich. Deze ceremonie wordt gewoonlijk eenmaal per jaar door de plaatselijke burgemeester uitgevoerd. Anstiche worden begeleid door een feestelijke omkadering en diverse soorten amusement, en de media besteden gewoonlijk aandacht aan het verloop van een Anstich.
Traditionele houten vaten vereisen per definitie een Anstich om eruit te kunnen tappen; bij vaten uit aluminium of kunststof is de tapkraan echter standaard voorhanden, daar het hier bijzonderlijk lastig zou zijn om er een kraan in te hameren. Een Anstich vereist een zekere behendigheid: een te harde slag zou de kraan kunnen beschadigen, terwijl een te zachte Anstich het bier door het geslagen gat kan laten wegdruppelen.

## Cultureel belang
Een Anstich kan in huiselijke kring, bijvoorbeeld bij een barbecue, uitgevoerd worden, doch grijpt eveneens dikwijls in het openbaar en met veel aandacht van de pers plaats. Dit traditionele evenement markeert veelal de opening van een volksfeest. Betreft het de Anstich van sterke bieren, dan spreekt men van een Starkbieranstich. Starkbieranstiche luiden gewoonlijk het begin van het bokbierseizoen tijdens de aanloop naar Pasen in, wanneer immers de brouwerijen het seizoen van hun zwaardere bieren openen. 
De traditionele uitroep die door het publiek gescandeerd wordt bij het aanslaan van het officiële Anstich-vat op het Oktoberfest luidt „O’zapft is!”, ofte: ‘het is aangetapt’.